# Macropharyngodon bipartitus
Macropharyngodon bipartitus är en fiskart som beskrevs av Smith, 1957. Macropharyngodon bipartitus ingår i släktet Macropharyngodon och familjen läppfiskar. IUCN kategoriserar arten globalt som livskraftig.

## Underarter
Arten delas in i följande underarter:
- M. b. bipartitus
- M. b. marisrubri